# Чик, Сэнди
Александра (Сэнди) Чик (англ. Alexandra (Sandy) Chick, 2 июня 1947, Бёрнхем-Маркет, Норфолк, Англия, Великобритания) — зимбабвийская баскетболистка и хоккеистка (хоккей на траве), полевой игрок. Олимпийская чемпионка 1980 года.

## Биография
Сэнди Чик (в некоторых источниках Сандра Чик) родилась 2 июня 1947 года в британской деревне Бёрнхем-Маркет в Англии.
Играла в хоккей на траве за «Солсбери Спортс» из Солсбери.
В 1980 году вошла в состав женской сборной Зимбабве по хоккею на траве на летних Олимпийских играх в Москве и завоевала золотую медаль. Играла в поле, провела 5 матчей, забила 1 мяч в ворота сборной Австрии.
Также выступала за женскую сборную Зимбабве по баскетболу.
В 2006 году переехала из Хараре в Дубай.

## Семья
Сестра-близнец Сэнди Чик Соня Робертсон (род. 1947) также играла за женскую сборную Зимбабве по хоккею на траве, в 1980 году стала олимпийской чемпионкой.